# Nationalparks in Algerien
In Algerien gibt es 22 Nationalparks sehr unterschiedlicher Größe und Bedeutung.
Bekannt sind die Parks Belezma, Chréa, Djurdjura und der Nationalpark El Kala. Die meisten Parks sind Kulturlandschaften, nur 10 Parks haben den Status eines Nationalparks nach IUCN-Kategorie II.
| Name                                         | Gegründet | Größe [km²] | Charakteristika                                                                                          | Internationaler Status                      | Karte | Ansicht |
| -------------------------------------------- | --------- | ----------- | --- | ------------------------------------------- | ----- | ------- |
| Ahaggar-Kulturpark                           | 1987      | 633.887 km² | Gebirgiges Hochland in der Zentralsahara                                                                 | bis 2011 Nationalpark                       |       |         |
| الحظيرة الوطنية بلزمة Nationalpark Belezma   | 1984      | 263 km²     | Provinz Batna                                                                                            | IUCN-Kategorie II UNESCO-Biosphärenreservat |       |         |
| Nationalpark Chréa                           | 1983      | 266 km²     | Der Park liegt südlich des Ortes Chréa (fast 1500 m). Nur rund 60 km von der Hauptstadt Algier entfernt. | IUCN-Kategorie II UNESCO-Biosphärenreservat |       |         |
| الحديقة الوطنية جرجرة Nationalpark Djurdjura | 1983      | 185,5 km²   | Nahe Kabylie, umfasst die Djurdjura-Kette des Tell-Atlas.                                                | IUCN-Kategorie II                           |       |         |

Weitere Nationalparks in Algerien sind:
- Nationalpark El Kala
- Nationalpark Gouraya
- Nationalpark Tassili n'Ajjer
- Nationalpark Taza
- Nationalpark Theniet El Had
- Nationalpark Tlemcen